# マリオ・ソアレス
マリオ・アルベルト・ノブレ・ロペス・ソアレス（ポルトガル語：Mário Alberto Nobre Lopes Soares、発音：[ˈmaɾiu suˈaɾɨʃ]、1924年12月7日 - 2017年1月7日）は、ポルトガルの政治家。大統領、首相を歴任した。彼の時代に首相を務めたアントニオ・グテーレスは、後に国際連合事務総長となった。

## 人物
1924年12月7日にリスボンに誕生する。リスボン大学で歴史・哲学及び法律を学び、1957年に大学教員・弁護士となったが、アントニオ・サラザール首相の独裁体制に反対する運動に加わり、度々逮捕された。1970年にはフランスへの亡命を余儀無くされ、ヴァンセンヌ大学・パリ大学・レンヌ大学で教鞭を取った。また当時フランス亡命中であったポルトガルの社会党に加盟し、書記長に推された。
1974年4月25日にカーネーション革命が勃発するとポルトガルに帰国し、社会党の代表として臨時政府で外相を務めた。新政権内では共産党の勢力拡大を抑え、国軍運動(MFA)の陰謀とも戦った。1976年ポルトガル共和国大統領選挙でアントニオ・エアネス大統領が就任すると、最初の首相となり、その後1983年にも再び首相に登用された。首相としての最大の功績は、ポルトガルのヨーロッパ連合加盟を成功させたこととされる。
1986年ポルトガル共和国大統領選挙に社会党候補として出馬し、革命後最初の文民の大統領に当選した。1991年ポルトガル共和国大統領選挙でも再選され、1996年まで10年に渡って大統領を務めた。議会の勢力関係により、保守派のアニーバル・カヴァコ・シルヴァを首相に任命して政権運営に当たらせた。国際的にも人権問題でしばしば発言している。
大統領退任後、1999年から2004年まで社会党からヨーロッパ議会議員に選出されている。歴史家としての著述もあり、著書は30冊を越える。日本にも大統領在任時には1989年（大喪の礼）・1990年（即位の礼各出席）・1993年・1995年の4度に渡って訪問している。1993年は鉄砲伝来など、日本・ポルトガル修好450周年を記念しての国賓の来日であり、日本からポルトガルにも高円宮憲仁親王が訪問している。2017年1月7日にリスボンにて92歳で死去した。